# حلبة لاغونا سيكا

المسار

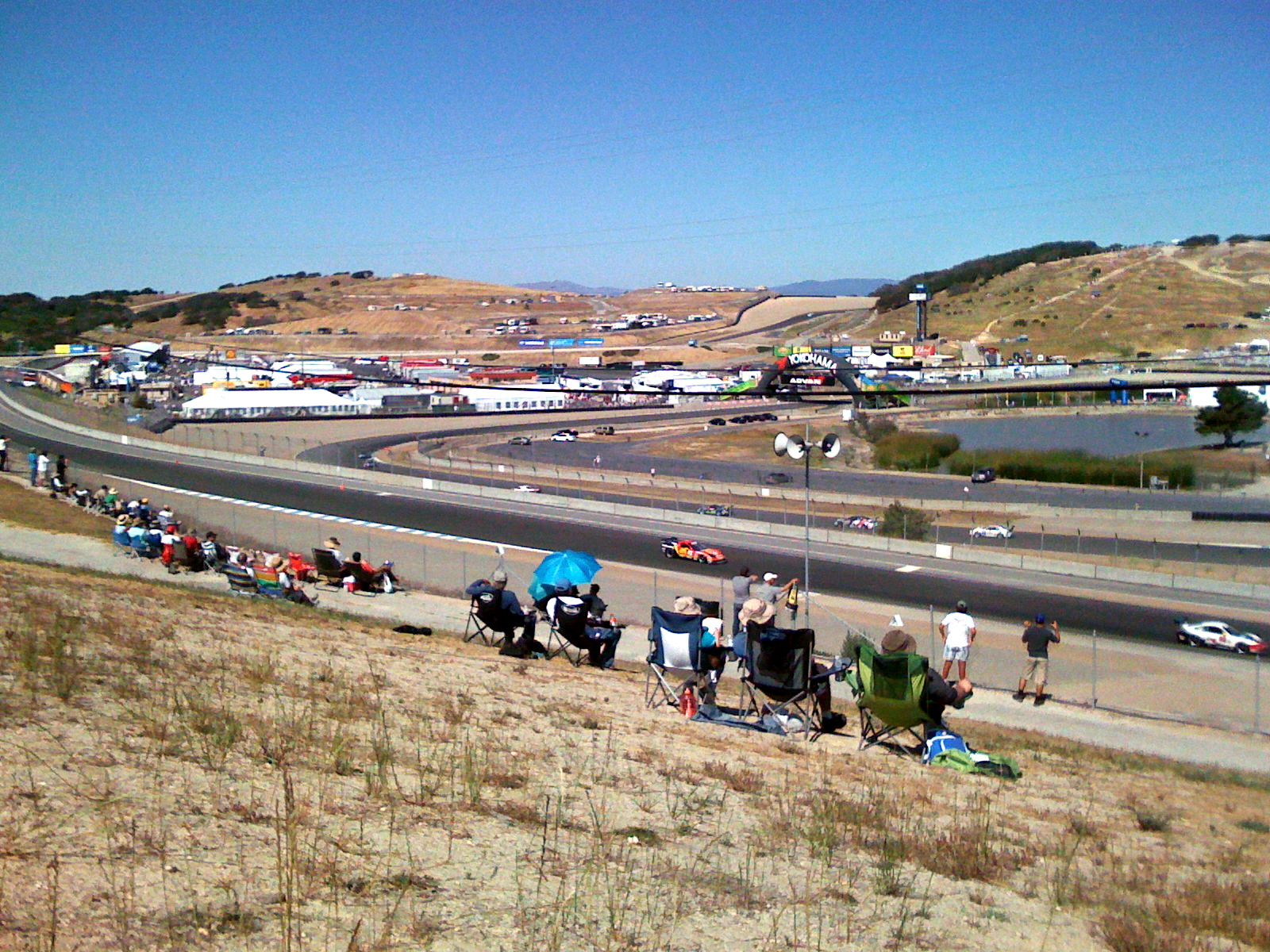
الحلبة

حلبة لاغونا سيكا هي حلبة سباقات في الولايات المتحدة يقام عليها سباقات السيارات وسباق الدراجات النارية تقع بالقرب من ساليناس، كاليفورنيا بنيت في سنة 1957 . مضمار السباق هو بطول 2,238 ميل (3,602 كم)، مع تغيير ارتفاع بمقدار 180 قدم (55 م). الاسم هو إسباني يعني «البحيرة الجافة» حيث كان موقع الحلبة عبارة بحيرة في السابق. بلغت تكلفة إنشاء الحلبة مليون ونصف المليون دولار أمريكي. حقق الإسباني مارك جينيه سائق الفورمولا 1 أسرع لفة في تاريخ هذه الحلبة.